# العلاقات الجزائرية الإماراتية
العلاقات الجزائرية الإماراتية هي العلاقات الثنائية بين الجزائر والإمارات العربية المتحدة. لدى دولة الإمارات العربية المتحدة سفارة في الجزائر العاصمة، بينما تحتفظ الجزائر بسفارة في أبوظبي.

## الزيارات الرسمية
في أيار / مايو 2010، قاد السلطان بن سعيد المنصوري، وزير الاقتصاد الإماراتي، وفدا إلى الجزائر. وتم التوقيع على بيان مشترك ومذكرة تفاهم مع وزير المالية الجزائري كريم جودي.
وأثناء الزيارة التقى المنصوري مع رئيس الوزراء الجزائري أحمد أويحي، وأجرى محادثات حول تعزيز العلاقات التجارية الثنائية وتوسيع نطاق التعاون في مجالات التعليم العالي والبيئة والمالية والطاقة الجمركية والاتصالات والصناعة. واعتبر أحمد أويحي الإمارات العربية المتحدة بوابة إلى الشرق الأوسط للجزائر و «مركزا استراتيجيا».
هناك أيضا مجلس الأعمال الإماراتي - الجزائر، الذي يهدف إلى تشجيع التجارة الثنائية وتعزيز الاستثمارات بين البلدين. وفي قطاع الطاقة، ناقش الجانبان إمكانية إقامة شراكات في مجال استكشاف النفط ودراسة إمكانية إنشاء مشاريع مشتركة في مجال الطاقة المتجددة.